# 土庫順天宮
23°40′35″N 120°23′26″E / 23.676483°N 120.390681°E
土庫順天宮，是位於臺灣雲林縣土庫鎮順天里的媽祖廟，為土庫的信仰中心，其媽祖被稱為「土庫媽」，廟身為縣定古蹟、文物列為縣定古物。

## 歷史

### 清治時期
虎尾溪因1898年戊戌大水災改道前，土庫過港為虎尾溪畔的集散運輸要津，信奉媽祖的商舟行旅因此建廟。

在清代倪贊元所著之《雲林縣采訪冊》中，對順天宮的沿革有這麼一段記載：
|  | 順天宮在縣西二十二里塗庫街。廟宇四進，前殿妝塑聖母神像，後殿祀觀音菩薩神像。道光甲午年，里人吳克己、陳必湖捐建，置本街番薯糧稅、米斗稅兩款，以供香火。咸豐二年，廟貌破損，職員陳澄清重修，增建廊十間。同治十二年，陳適均倡捐，添建右廊十間。 |

### 日治時期
1935年，土庫庄長篠崎喜代吉鼓勵下，廟方以29794.9元重修，1936年改建，1938年竣工。格局上改成三川殿五門，新增文武殿。又請來陳天乞作交趾陶及剪黏。過水廊上使用鋼筋混凝土磨石子立柱。
皇民化運動期間，斗六郡與虎尾郡成為日本政府下令毀廟的台南州第一批執行區。像舊庄開山大帝廟、虎尾文昌公祠毀於當時。1940年，擔任土庫順天宮重修董事的篠崎喜代吉，為防土庫順天宮遭毀，以配合古義真言宗在臺灣傳教的名義，申請成為其關係寺為高野山大師教會支部，邀群馬縣新田郡澤野村吉祥寺主持黑澤祐城主持。主委李清山指出，為了躲避日本警察，附近鄉鎮許多神像都藏在改名為「常樂院土庫分院」的本廟內。該地順天里也是六房天上聖母土庫股的範圍，當時六房媽神像就於這廟受保護。

### 戰後時期
2010年1月，主任委員謝俊煌在舊倉庫發現到日本主持履歷書，開始尋找黑澤祐城後人。次月，他赴日本調查，找到黑澤祐城兒子黑澤義祥。
2012年10月31日，雲林縣政府公告廟身為縣定古蹟。次年4月，廟前的舊土庫第一市場列為歷史建築。
廟方為整修主體結構、文物修復、更新消防而自籌4,335萬元，縣府補助1,190萬元整修。經由廟方與立法委員林文瑞爭取，2021年7月13日文化部補助核定助2,975萬。整修前，先由台南古都基金會調查研究、張玉璜建築師事務所規劃設計。

## 祭祀
文化觀光處長陳璧君表示，坐落於土庫鎮核心地區的土庫順天宮為當地之信仰中心。1982年1月，政治同屬土庫派的張慶隆與楊義順在競爭鎮長時，兩方就是在此擲茭決定，結果楊義順得三順杯獲勝。
廟轄涵蓋土庫、虎尾等鄉鎮的五十三庄，每逢農曆十一月七日年度平安遶境，近代已只巡土庫。
此廟為大甲媽祖遶境進香會經過的廟之一，前為虎尾，後為元長。土庫有「塗褲媽祖蔭外鄉」之諺語，當地耆老解釋本地人對本地媽祖未能表現虔敬滿點，不像外地香客極為清心前來膜拜。還有「北港聖，不值土庫定」之諺語，指土庫媽的詩籤預測穩定。

## 文物
正殿上方的「至哉坤元」牌匾為咸豐年間。
興建順天宮碑記記錄道光十四年（1834年）至咸豐二年（1852年）的捐獻名單，具地方史料價值，列雲林縣定古物。道光十四年（1834年）雕製的石爐刻有花鳥樹圖案，四十多台斤。這石爐平日置於保險櫃，需主委與其他兩委員各持一把鑰匙才能打開。
廟內有一尊雙手合十、與台灣常見觀音像造型迥異、底座還刻有「卅三番」文字的黑面觀音菩薩，為1940年由奈良縣五條町常樂院的深田寬山迎來。2011年1月18日，黑澤義祥前來懷舊時，一行人有來看此觀音像。廟方表示，皇民化運動時期的日本警察見此菩薩後，就未在廟內嚴加搜索本地神像，順天宮改日本寺名後，日人更態度鬆弛。此像已列為縣定古物，與褒忠鄉馬鳴山鎮安宮、元長鄉鰲峯宮的觀音像風格近，且都有番號，研判屬同一批。
文昌殿有刻印「鍾毓社祠」的神桌，據虎尾巴文化協會調查，是來自被毀的虎尾文昌祠。皇民化運動時，虎尾文昌祠的文衡帝君、梓潼帝君、魁星夫子三神像就曾寄居於此廟，廟整修又流落到台西鄉林姓人家，直到副議長沈宗隆、退休國文老師黃文禮等人協助下，2007年6月18日神像重返虎尾，供奉於虎尾鎮行宮。

## 外部連結
- 土庫順天宮的Facebook專頁